# Кернос (приток Сылвицы)
Кернос — река в муниципальном округе Нижний Тагил Свердловской области, приток Сылвицы. Впадает в Сылвицу справа, в 29 км от её устья. Длина реки 13 км. Берёт начало в елово-пихтовых лесах на высоте 345,7 м над уровнем моря, течёт на юг по понижению между горами, впадая в Сылвицу северо-восточнее урочища Старопечный Кордон.

## Данные водного реестра
По данным государственного водного реестра России, река относится к Камскому бассейновому округу, бассейн реки Кама, подбассейн — Кама до Куйбышевского водохранилища (без бассейнов рек Белой и Вятки), водохозяйственный участок реки — Чусовая от в/п пгт. Кын до устья. Код объекта в государственном водном реестре — 10010100712111100011078.